# Shaanxi Y-8
Shaanxi Y-8 — китайський багатоцільовий транспортний літак середнього розміру виробництва Shaanxi Aircraft Corporation. Розроблений на базі радянського військово-транспортного літака Ан-12. Має багато модифікацій різного призначення. За оцінками, до 2010 року було побудовано 169 літаків Shaanxi Y-8.

## Модифікації
- Y-8: базовий негерметичний транспортний літак.[1]
- Y-8A: транспортний літак із задньою завантажувальною рампою.[1]
- Y-8AF: експериментальний протичовновий літак.[1]
- Y-8B: негерметичний вантажний/пасажирський транспортний літак.[1]
- Y-8C: Повністю герметична транспортна версія із задньою вантажною рампою Y-8B.[1]
- Y-8CA: (він же «High New 1») Літак електронної протидії з великою групою антен.[1]
- Y-8CB: варіант ECM, що характеризується гострим загостреним носовим конусом.[1]
- Y-8CB: експортний військовий літак, оснащений західною авіонікою.[1]
- Y-8DZ: (він же "High New 2') Літак електронної розвідки.[1]
- Y-8E: Літак-носій для запуску розвідувальних безпілотників WZ-5 Chang Hong-1, розроблених за допомогою реверсивного проектування Ryan Firebees, для заміни пускових установок безпілотників Ту-4 .[1]
- Y-8F: Літак для транспортування худоби з трьома ярусами кліток по обидві сторони від центрального проходу, здатний вмістити 350 овець або кіз. Перевезення худоби було розроблено, щоб забезпечити доступ до віддалених сезонних пасовищ.[1]
- Y-8FQ:  Варіант морського патруля з модифікованим хвостовим оперенням, встановленим на штанзі, детектором магнітних аномалій для виявлення підводних човнів.[2]
- Y-8F-100: Оснащений більш потужними двигунами, EFIS, кольоровим погодним радаром, TCAS і GPS.[1]
- Y-8F-200: Ця модель має розтягнутий фюзеляж 2,2 м. Вантажопідйомність: 23 тонни.[1]
- Y-8F-200WA: Експортовано до Казахстану.[3]
- Y-8F-300: Цивільний транспорт із західною авіонікою. Вантажопідйомність: 23 тонни.[1]
- Y-8F-400: як і Y-8F-300, але з герметичним вантажним відсіком. Вантажопідйомність: 23 тонни.[1]
- Y-8F-600: найновіший цивільний транспортний варіант із переробленим фюзеляжем, турбогвинтовими двигунами Pratt і Whitney , електронною системою польотних приладів "скляною кабіною" та екіпажем із двох осіб. Вантажопідйомність: 25 тонн.[1][4] Скасовано в 2008 році і розроблено в Y-9.
- Y-8GX1: Електронна боротьба (тактичні перешкоди УКХ/УВЧ).[1]
- Y-8GX3: бортовий командний пункт і версія ECM, також відома як «High New 3» на основі Y-8F-200.[1]
- Y-8GX4: платформа ELINT (проект).[1]
- Y-8GX7: Електронна атака (радіопропаганда/псіоптика). Відомо, що принаймні 3 перебувають на озброєнні, дислоковані у Фуцзяні. [12]
- Y-8G: танкер IFR. (демонструвати).[1] Також ідентифікований як Y-8GX3.
- Y-8H: Літак для аерофотозйомки.[1]
- Y-8J: Літак системи АВАКС з британським GEC-Marconi Argus-2000 (RACAL Skymaster) імпульсно-доплерівським пошуковим радаром L-діапазону у великому носовому обтічнику з робочими місцями для операторів у вантажному відсіку. Вважається, що повністю герметичний, але не має вантажної рампи, пов’язаної з вантажними трюмами під тиском.[1]
- Y-8J: літак AEW з радаром Sky Master.[5]
- Y-8JB: варіант ELINT.[5] Також ідентифікований як Y-8GX2.
- Y-8JY: Літак медевакуації.
- Y-8K: 121-місний авіалайнер.[1]
- Y-8Q: варіант ПЛО, пошуковий радар на поверхні, FLIR, внутрішній бомбовий відсік, SATCOM і хвостовий MAD.[5] Також ідентифікований в одному джерелі як Y-8GX6.
- Y-8T: командно-штабний літак C3I та літак спостереження на полі бою на базі Y-8F-400. Деякі джерела стверджують, що це літак ECM.[1] Також ідентифікований як Y-8GX4.
- Y-8U: експериментальний літак, оснащений британськими дозаправними контейнерами Mk 32 для розвитку китайської технології дозаправки в повітрі.
- Y-8W: версія системи АВАКС KJ-200 із радіолокатором із фазованою решіткою балансуючого променя, встановленим над фюзеляжем.[1] Також ідентифікується як Y-8GX5 або Y-8WH.
- Y-8X: ( Xun巡 - спостереження) Морський патрульний літак із західною авіонікою, радаром, системами місії та засобами захисту. Відомо, що деякі літаки перевозять пакети ELINT. Оснащений пошуковим радаром Litton Canada AN/APS-504(V) для місій морського спостереження. Ця версія характеризується більшим циліндричним обтічником РЛС під носом, подібним до бомбардувальника H-6.[1]
- Y-8XZ: літак психологічної війни для теле- та радіопропаганди.[1] Також ідентифікований як Y-8GX7.
- Y-8 AWACS: характеризується великою опорою Rotodome, яка підтримується над задньою частиною фюзеляжу, і конфігурацією потрійного хвостового оперення з великими трапецієподібними допоміжними опереннями на кінцях хвостового оперення, подібно до Beriev A-50.[1]
- Y-8 AWACS: ще одна версія AWACS була вивчена в Шеньсі з великими обтічниками в носовій і хвостовій частині подібно до невдалого AEW Nimrod.[1]
- Y-8 Геофізичний літак: характеризується розширеним детектором магнітних аномалій у хвості для пошуку потенційних мінних місць, схожий на зовнішній вигляд протичовнової платформи, і його часто приймають за останню.[1]
- Y-8 Протичовновий літак: новий протичовновий варіант, представлений у 2012 році. Протичовновий варіант має великий пошуковий радар повітря-поверхня, радар бокового огляду ISAR і магнітну трубу для виявлення аномалій.[6]
- Y-8EW: новий літак РЕБ.[5]
- Y-8 Gunship: проектована версія бойового корабля на основі Y-8C з двома важкими гарматами та портами для трьох важких кулеметів на лівому борту літака. Наведення зброї та захоплення цілі здійснюється за допомогою гіростабілізованої оптико-електронної прицільної системи в кульовій турелі під носом. Керований прожектор буде встановлено в капсулі під лівим зовнішнім крилом, а також капсули ESM та/або ECM за потреби.[1]
- ZDK-03: Варіант, розроблений спеціально для експорту до ВПС Пакистану , із замовленням 4 одиниць. Складається з китайського радара AESA , встановленого на платформі Y-8F600.[7] Повідомляється, що радар має більший радіус дії, ніж радар PAF Saab 2000 Erieye AEW&C[8], а літак містить електроніку з відкритою архітектурою, щоб полегшити впровадження майбутніх модернізацій.[9] Поставка першого літака ВПС Пакистану очікувалася до кінця 2010 року.[8] Повідомлялося, що перший літак було доставлено 12 жовтня 2011 року, а четвертий і останній літак — 26 лютого 2015 року.
- ZDK-06: орієнтована на експорт бортова система попередження та контролю, що включає активну решітку з електронним скануванням JY-06 та імпульсно-доплерівський радар.
- KJ-200: бортовий літак раннього попередження та управління на базі Y-8F-600.

## Оператори
КНР
- Повітряні сили Китайської Народної Республіки[10]
- Військово-морські сили Китайської Народної Республіки[10]
- Сухопутні війська Китайської Народної Республіки[10]

 Казахстан
- Національна гвардія Казахстану[11]

 М'янма
- Повітряні сили М'янми

 Пакистан
- Військово-повітряні сили Пакистану

 Шрі-Ланка
- Військово-повітряні сили Шрі-Ланки[12]

 Судан
- Військово-повітряні сили Судану[13]

 Танзанія
- Військово-повітряні сили Танзанії

 Венесуела
- Військово-повітряні сили Венесуели[14]